# Liste der Kirchen des Kirchenkreises Arnstadt-Ilmenau
Die Liste der Kirchen des Kirchenkreises Arnstadt-Ilmenau führt die Kirchen im Kirchenkreis Arnstadt-Ilmenau auf. Zu diesen zählen mehrere ehemalige Wehrkirchen sowie weitere sehr alte, teils im Kern romanische Kirchen.

## Liste der Kirchen
| Kirchspiel            | Ort                   | Kirche                       | Anmerkungen | Bild |
| --------------------- | --------------------- | ---------------------------- | --- | ---- |
| Angelhausen-Oberndorf | Angelhausen           | St. Johannis                 | Erbaut in der ersten Hälfte des 12. Jhd., erweitert und umgebaut im 18. und 19. Jhd., im späten 20. Jhd. dann lange Zeit ungenutzt, saniert 1994–2006. |      |
| Angelhausen-Oberndorf | Oberndorf             | Pfarrkirche St. Nicolai      | Die Kirche zählt zu den besterhaltenen romanischen Dorfkirchen in Thüringen. |      |
| Angelhausen-Oberndorf | Dornheim              | St. Bartholomäi              | Die Kirche war 1707 Traukirche von Johann Sebastian Bach. |      |
| Arnstadt              | Arnstadt              | Liebfrauenkirche             | Die Kirche stammt im Kern aus dem 12. und 13. Jhd. und ist die älteste Kirche in Arnstadt sowie eines der bedeutendsten Kirchenbauwerke in Thüringen. |      |
|                       | Arnstadt              | Oberkirche                   | Die Kirche geht auf ein im 13. Jhd. angelegtes Franziskanerkloster zurück. Ihr Turm stammt von 1461. Johann Sebastian Bachs Großonkel Heinrich (1615–1692) war 51 Jahre Organist an der Ober- und Liebfrauenkirche |      |
|                       | Arnstadt              | Johann-Sebastian-Bach-Kirche | Das Bauwerk geht auf die 1333 erwähnte Bonifatiuskirche zurück, die nach einem Brand 1687 neu erbaut wurde. 1703 nahm Johann Sebastian Bach, gerade 18-jährig, die neue Orgel von Orgelbaumeister Johann Friedrich Wender ab und übernahm bis 1707 die Organistenstelle. Zu Bachs 250. Geburtstag im Jahr 1935 erhielt die Kirche dessen Namen.                                                                                         |      |
|                       | Arnstadt-Rudisleben   | Johanniskirche               | Erbaut auf kreuzförmigem Grundriss 1732 an der Stelle eines abgebrannten Vorgängerbauwerks. |      |
|                       | Arnstadt              | Kapelle im Marienstift       | Die Kapelle wurde im Oktober 2000 geweiht und besitzt einen modernen Flügelaltar von Friedrich Popp sowie Glasfenster von Erhardt Jakobus Klonk. |      |
| Dienstedt             | Dienstedt             | Dorfkirche                   | Ehemalige Wehrkirche, Kirchenschiff aus dem 18. Jhd. Nach Baufälligkeit ab den 1970er Jahren zeitweise nicht mehr genutzt, wurde die Kirche 1991 wieder eingeweiht. |      |
|                       | Großhettstedt         | Dorfkirche                   | Die turmlose Kirche weist zwei umlaufende Emporen auf. |      |
|                       | Kleinhettstedt        | Dorfkirche                   | Der chorwandfüllende Kanzelaltar der Kirche ist mit Schnitzereien und Bildern versehen. |      |
| Elxleben              | Elxleben              | St. Peter und Paul           | Erbaut 1722–1725, mit historischer Volckland-Orgel. |      |
| Elxleben              | Gügleben              | St. Gangolf                  | Die Dorfkirche St. Gangolf ist aus Feldsteinen erbaut und wurde auf den Grundmauern eines Vorgängerbaus 1697 fertiggestellt. Das bezeugt ein Fenstersimsstein in der Südwand der Kirche. Im Jahr 1847 erhielt der Kirchturm einen neuen Aufbau, gut zu erkennen am Wechsel des Mauerwerks etwa in halber Turmhöhe. Die heutige Orgel wurde 1860 in die Kirche eingebaut. Die evangelische Kirchgemeinde gehört zum Kirchspiel Elxleben. |      |
| Elxleben              | Elleben               | Dorfkirche                   | Barocke Dorfkirche von 1729, mit Flügelaltar von Valentin Lendenstreich von 1498. |      |
| Elxleben              | Alkersleben           | St. Gregorius                | Zuletzt im 15. Jhd. erweitert, mit Altar von Christoph Meil von 1706. Taufkirche von Adam Drese (1620–1701), der nach Stationen in Merseburg, Weimar und Jena ab 1683 bis zu seinem Tod Hofkapellmeister in Arnstadt war. |      |
| Elxleben              | Ettischleben          | Dorfkirche                   | Die Kirche geht auf eine romanische Kapelle aus dem 12. Jhd. zurück und wurde 1508 zu ihrer heutigen Gestalt erweitert. |      |
| Elxleben              | Riechheim             | Dorfkirche                   | Anstelle der 1646 abgebrannten Galluskirche 1647 errichtet. |      |
| Espenfeld             | Espenfeld             | St. Crucis                   | Die alte Wehrkirche ist im Süden noch von einer vier Meter hohen Mauer umgeben. Im Chorraum im Turmsockel ist ein alter steinerner Altar erhalten. |      |
|                       | Siegelbach            | St. Remigius                 | Alte Wehrkirche mit erhaltenem Wehrturm mit überdachten Zinnen. |      |
|                       | Dosdorf               | St. Otmar                    | Die alte Kirche romanischen Ursprungs besitzt einen mittelalterlichen Schnitzaltar. |      |
| Gehren                | Gehren                | St. Michael                  | Erbaut 1830–1834 anstelle einer abgebrannten Vorgängerkirche, die nur 30 Jahre zuvor die an anderer Stelle befindliche historische Kirche des Ortes ersetzt hatte. |      |
|                       | Jesuborn              | Dorfkirche                   | Erbaut 1817–1819 anstelle einer älteren Kapelle, mit Taufstein von 1614. |      |
|                       | Möhrenbach            | Dorfkirche                   | Erbaut 1818 anstelle einer 1811 abgebrannten Kirche von 1659. |      |
| Geraberg              | Geraberg              | St. Bartholomäus             | Barockbauwerk an der Stelle von zwei Vorgängerbauten. |      |
|                       | Elgersburg            | St. Nikolaus                 | Das barocke Bauwerk wurde 1999 innen renoviert. |      |
|                       | Angelroda             | Dorfkirche                   | Der Turm stammt im Kern aus dem 12., das Kirchenschiff aus dem 17. Jahrhundert. Die Kirche wurde in den 1990er Jahren außen saniert, die Orgel wurde 2002 restauriert. |      |
|                       | Martinroda            | Dorfkirche                   | Teile der Kirche stammen aus der Zeit der Gotik, weitere Teile sind barock von 1720. Die Kirche wurde 1999 innen renoviert. |      |
|                       | Neusiß                | Dorfkirche                   | Erbaut 1841/42 anstelle eines Vorgängerbauwerks. |      |
| Gillersdorf           | Gillersdorf           | Dorfkirche                   | Erbaut 1829 anstelle eines 1825 abgebrannten Vorgängerbauwerks. Gemeinsame Kirche für Gillersdorf und Friedersdorf. |      |
|                       | Willmersdorf          | Dorfkirche                   | Die Kirche wurde erst 1937 erbaut und zählt zu den jüngsten Kirchen der Superintendentur. Sie wurde 1987 renoviert. |      |
|                       | Pennewitz             | Dorfkirche                   | Erbaut 1867, umfassend renoviert 2001. |      |
|                       | Garsitz               | Gaststätte Zum Gebörne       | Das Gasthaus dient für evangelische Gottesdienste, nachdem ab 1893 bereits das Schulhaus des Ortes als Gottesdienstraum genutzt wurde. |      |
|                       | Dörnfeld an der Heide | St. Stephanus                | Die Kirche geht noch auf vorreformatorische Zeit zurück und wurde 1680 sowie 1705–1727 umgebaut. Glockenhaus von 1703, saniert 1997. |      |
| Gräfinau-Angstedt     | Gräfinau-Angstedt     | Kirche                       | Die alte Kirche war gemäß einer Urkunde von 1281 Maria, Nicolai und allen Heiligen geweiht. Die heutige Kirche wurde 1827–1831 im Stil des Klassizismus an der Stelle jenes Vorgängerbaus errichtet. Die Kirche besitzt eine Glocke aus dem Jahr 1512 sowie eine gotische Beweinungsgruppe auf dem Altar. |      |
|                       | Wümbach               | Dorfkirche                   | Turm und Stützmauer stammen von 1599, die Kirche wieder erweitert und umgebaut in den Jahren 1727 und 1756. |      |
|                       | Bücheloh              | Dorfkirche                   | Die Kirche hat einen im Kern romanischen Turm mit gotischem Anbau und ein neueres Kirchenschiff. Die barocke Innenausstattung stammt von Heinrich Christoph Meil, neuere Ausmalungen des Kirchenschiffs datieren von 1934. |      |
| Griesheim             | Griesheim             | Dorfkirche Maria Magdalena   | Die Kirche wurde im 14. Jhd. erstmals erwähnt und weist einen sehr alten Turm auf. Das jüngere Langhaus stammt aus dem 17. Jhd. |      |
|                       | Cottendorf            | Dorfkirche                   | Erbaut als Massivbau aus Natursteinen im 17./18. Jhd. |      |
|                       | Dörnfeld an der Ilm   | Dorfkirche                   | Erbaut 1901/02 im Stil der Neogotik. |      |
|                       | Geilsdorf             | Dorfkirche                   | Erbaut 1882 im Stil der Neoromanik. |      |
|                       | Nahwinden             | Dorfkirche                   | Massivbau mit nach Osten vorgesetztem Turm. |      |
|                       | Döllstedt             | Dorfkirche                   | Erbaut 1870 im Stil der Neogotik an der Stelle eines Vorgängerbauwerks. |      |
|                       | Ehrenstein            | Dorfkirche                   | Das Kirchenschiff wurde um 1730 erbaut. |      |
| Großbreitenbach       | Großbreitenbach       | Trinitatiskirche             | Erbaut 1680/90 als Holzkirche auf Bruchsteinsockel. |      |
|                       | Böhlen                | St.-Annen-Kirche             | Erbaut 1822 anstelle eines Vorgängerbauwerks, mit einem Flügelaltar aus dem Umkreis des Meisters des Meckfelder Altars. |      |
| Holzhausen            | Holzhausen            | Dreifaltigkeitskirche        | Die Kirche wurde um 1480 erbaut und zur Zeit des Barock umgebaut. Die Kirche besitzt eine Heß-Orgel von 1789. |      |
|                       | Bittstädt             | Ägidienkirche                | Die Kirche wurde 1985 saniert. |      |
| Ichtershausen         | Ichtershausen         | Klosterkirche                | Die Kirche geht auf das 1141 gegründete und zur Zeit der Reformation aufgehobene Kloster Ichtershausen zurück. |      |
|                       | Eischleben            | Dorfkirche St. Matthias      | Die Kirche geht vermutlich auf eine Kapelle zurück, die 1157 dem Kloster Ichtershausen unterstellt wurde. Sie wurde 1744 erneuert. |      |
|                       | Molsdorf              | St. Trinitatis               | Anstelle einer älteren Albanskirche 1717–1720 neu erbaut. Mit Gemälden der Liebermann-Schülerin Hedwig Ruetz. |      |
|                       | Rehestädt             | Dorfkirche St. Gangolf       | Die Kirche wurde anstelle eines Vorgängerbauwerks 1719 erbaut. |      |
|                       | Thörey                | Dorfkirche St. Wenzel        | Die ältesten Bauteile der Kirche stammen aus der Zeit um 1100. Die Kirche wurde vom 12. bis 14. Jahrhundert erweitert und ausgeschmückt, der rechteckige Chor stammt aus der Zeit der Spätgotik, das Kirchenschiff wurde um 1616 verlängert und erhöht. |      |
|                       | Rockhausen            | St. Elisabeth                | Die Kirche wurde 1690 erbaut, die Turmkappe stammt von 1798/99. Saniert wurde das Bauwerk im Jahr 1981. Im Jahr 2000 wurde die Kirche der Hl. Elisabeth von Thüringen geweiht. |      |
| Ilmenau               | Ilmenau               | St. Jakobus                  | Turmsockel und Altarraum aus dem 15. Jhd., 1761/69 nach Brand im Wesentlichen neu erbaut. |      |
|                       | Ilmenau               | Kreuzkirche                  | Die Kreuzkirche auf dem Ilmenauer Friedhof wurde 1851/52 anstelle einer 1836 abgerissenen älteren Friedhofskirche erbaut. |      |
| Ilmenau-Roda          | Ilmenau-Roda          | Dorfkirche                   | Die Kirche geht im Kern auf das 14. Jahrhundert zurück. |      |
|                       | Manebach              | Zum-Kripplein-Jesu-Kirche    | Erbaut 1682, renoviert 1956/57. |      |
| Langewiesen           | Langewiesen           | Liebfrauenkirche             | Erbaut 1675–1680 anstelle eines 1675 abgebrannten Vorgängerbauwerks. |      |
|                       | Oehrenstock           | Dorfkirche                   | Erbaut 1737–1739, rekonstruiert 1987–1990. |      |
| Marlishausen          | Marlishausen          | St. Peter und Paul           | Die Kirche ist romanischen Ursprungs und wurde teils gotisch, teils barock umgebaut. Sie besitzt einen spätgotischen Kanzelaltar und wurde bis 2004 umfassend saniert. |      |
|                       | Branchewinda          | St. Jakobus d. Ä.            | Apsissaal aus dem 12. Jhd., mit spätgotischem Flügelaltar. |      |
|                       | Dannheim              | St. Bonifatius               | Erbaut 1775–1777 an der Stelle eines Vorgängerbauwerks. |      |
|                       | Görbitzhausen         | St. Johannis                 | Im Kern romanisch, vom 17. bis zum 19. Jhd. mehrfach umgebaut. |      |
|                       | Hausen                | St. Nikolaus                 | Im Kern romanisch, vom 15. bis zum 19. Jhd. mehrfach umgebaut. |      |
|                       | Wüllersleben          | Dorfkirche                   | Gotischer Kirchturm mit Kirchenschiff von 1822. |      |
| Neuroda               | Neuroda               | Dorfkirche                   | Erbaut 1740 nach Plänen von J. E. Straußberger anstelle eines 1738 abgebrannten Vorgängerbauwerks. |      |
|                       | Kettmannshausen       | Dorfkirche                   | Im Kern romanisch, mit Taufstein von 1597. |      |
|                       | Schmerfeld            | Dorfkirche                   | Im Kern romanisch, mit Rundapsis, 2001 innen renoviert. |      |
|                       | Traßdorf              | Dorfkirche                   | 1898 anstelle eines Vorgängerbauwerks errichtet. |      |
|                       | Reinsfeld             | Dorfkirche                   | Älteste Kirche im Tal der Wipfra, im Kern romanisch. |      |
|                       | Wipfra                | Dorfkirche                   | Im Kern romanisch, ehemalige Wehrkirche mit Wehrgängen und Torhaus. |      |
| Neustadt am Rennsteig | Neustadt am Rennsteig | Michaeliskirche              | Die Kirche wurde 1859 geweiht und wird aufgrund ihrer Lage im einst zu Sachsen-Meiningen zählenden Teil des Ortes auch Meininger Kirche genannt. |      |
|                       | Neustadt am Rennsteig | Schwarzburger Kirche         | Die Kirche wurde 1887 geweiht und hat ihren Namen nach ihrer Lage im einst zu Schwarzburg-Sondershausen zählenden Teil des Ortes. |      |
|                       | Altenfeld             | Dorfkirche                   | Beschieferte Fachwerkkirche, erbaut 1741 im barocken Stil. |      |
| Oberwillingen         | Oberwillingen         | Dorfkirche St. Martin        | Die ältesten Teile der Kirche stammen aus dem 10. Jhd., nur noch Turm und Chor der Kirche sind erhalten, wobei der Chor als Gottesdienstraum dient. |      |
|                       | Niederwillingen       | St. Peter und Paul           | Im Kern aus dem 14. Jhd., 1786 nach Osten erweitert, restauriert 1991–1994. |      |
|                       | Behringen             | Dorfkirche                   | Erbaut 1717 durch Rittergutsbesitzer von Thumshiern. |      |
|                       | Roda                  | Dorfkirche                   | Erbaut 1861 in Fachwerkbauweise. |      |
|                       | Großliebringen        | Dorfkirche                   | Erstmals erwähnt 1119, zuletzt 1900 umfassend renoviert. |      |
|                       | Kleinliebringen       | Dorfkirche                   | Im Kern romanisch, renoviert 2001. |      |
| Plaue                 | Plaue                 | Liebfrauenkirche             | Die Kirche geht auf eine Kapelle um das Jahr 1000 zurück. |      |
|                       | Liebenstein           | Dorfkirche                   | Erbaut 1812 unter Verwendung von Details eines Vorgängerbaus. |      |
|                       | Kleinbreitenbach      | Dorfkirche                   | Ehemalige Wehrkirche, teilweise erneuert 1696/97 und 1797, mit Flügelaltar aus dem frühen 16. Jhd. |      |
|                       | Rippersroda           | Dorfkirche                   | Erbaut 1637 an der Stelle eines Vorgängerbauwerks, Sakristei in Fachwerkbauweise im 19. Jhd. angebaut. |      |
| Singen                | Singen                | St. Nicolai                  | Erbaut 1742–1745, mit Kanzelaltar von Samuel Dörnberg, saniert 1996. |      |
|                       | Gösselborn            | St. Nicolai                  | Erbaut 1688 an der Stelle eines Vorgängerbauwerks, umgebaut 1892. |      |
|                       | Hengelbach            | Dorfkirche                   | Erbaut 1683 an der Stelle eines Vorgängerbauwerks. Turm von 1804, erneuert 1875 und 1950. |      |
|                       | Paulinzella           | Kloster Paulinzella          | Die romanische Klosterruine wird für Gottesdienste genutzt. |      |
| Stadtilm              | Stadtilm              | Stadtkirche St. Marien       | Gegründet wurde die Kirche 1235. Das Turmgewölbe weist Malereien aus der Zeit der Gründung auf, die Kirche besitzt 42 Meter hohe Doppeltürme. |      |
|                       | Stadtilm-Oberilm      | Dorfkirche Oberilm           | Im Kern aus vorreformatorischer Zeit, einst dem Hl. Severin geweiht, mehrfach umgebaut. |      |
| Sülzenbrücken         | Sülzenbrücken         | St. Wiperti                  | Mit Mauerresten einer Kirchenburg, älteste Teile um 1050, Turmsockel von 1200. |      |
|                       | Haarhausen            | Nikolaikirche                | Im Kern aus der Zeit um 1184, der Turm wurde im Jahr 1557 auf 33 Meter erhöht, die Kirche wurde 1684–1703 wegen Baufälligkeit zur Hälfte erneuert. Nach Brandstiftung 1972 bis 1979 renoviert. |      |
| Unterpörlitz          | Ilmenau-Unterpörlitz  | Dorfkirche Unterpörlitz      | |      |
|                       | Heyda                 | Dorfkirche                   | Aus der Zeit des Barock. |      |
| Witzleben             | Witzleben             | Dorfkirche St. Magdalenen    | Im Kern aus dem 12./13. Jhd., Kanzelanbau von 1686. |      |
|                       | Achelstädt            | St. Martin                   | Die Kirche soll auf einen Bau um 750 zurückgehen. Turm im Kern romanisch, Langhaus von 1857. |      |
|                       | Wülfershausen         | Dorfkirche St. Vitus         | Im Kern romanisch, Turm von 1586 mit Spitzhelm aus dem 18. Jhd. Mit Flügelaltar von Valentin Lendenstreich von 1499. |      |
|                       | Ellichleben           | Zum Frieden Gottes           | Erbaut 1720, mit gotischem Taufstein sowie Kanzelbau und Orgel aus der zweiten Hälfte des 18. Jhd. |      |
|                       | Bösleben              | Dorfkirche                   | Erbaut 1893, geht auf die ursprüngliche Kirche des Ortes zurück, die 1150 anstelle einer hölzernen Kapelle errichtet wurde. |      |
|                       | Osthausen             | St. Jakobus                  | Erbaut um 1500 an der Stelle einer um 1235 erwähnten Kapelle. |      |